# ایمپالا
ایمپالا گاوسانی با جثه متوسط است که در آفریقا زندگی می‌کند. نام ایمپالا از واژه‌ای در زبان زولو به معنای «آهو» می‌آید. این جانوران در ساواناها و بیشه‌های متراکم در کنیا، تانزانیا، سوازیلند، موزامبیک، شمال نامیبیا، بوتسوانا، زامبیا، زیمبابوه، جنوب آنگولا، شمال شرق آفریقای جنوبی، و اوگاندا یافت می‌شوند. تعداد ایمپالاهای موجود در آفریقا تا ۲ میلیون عدد برآورد شده است.

## ویژگی‌های زیستی

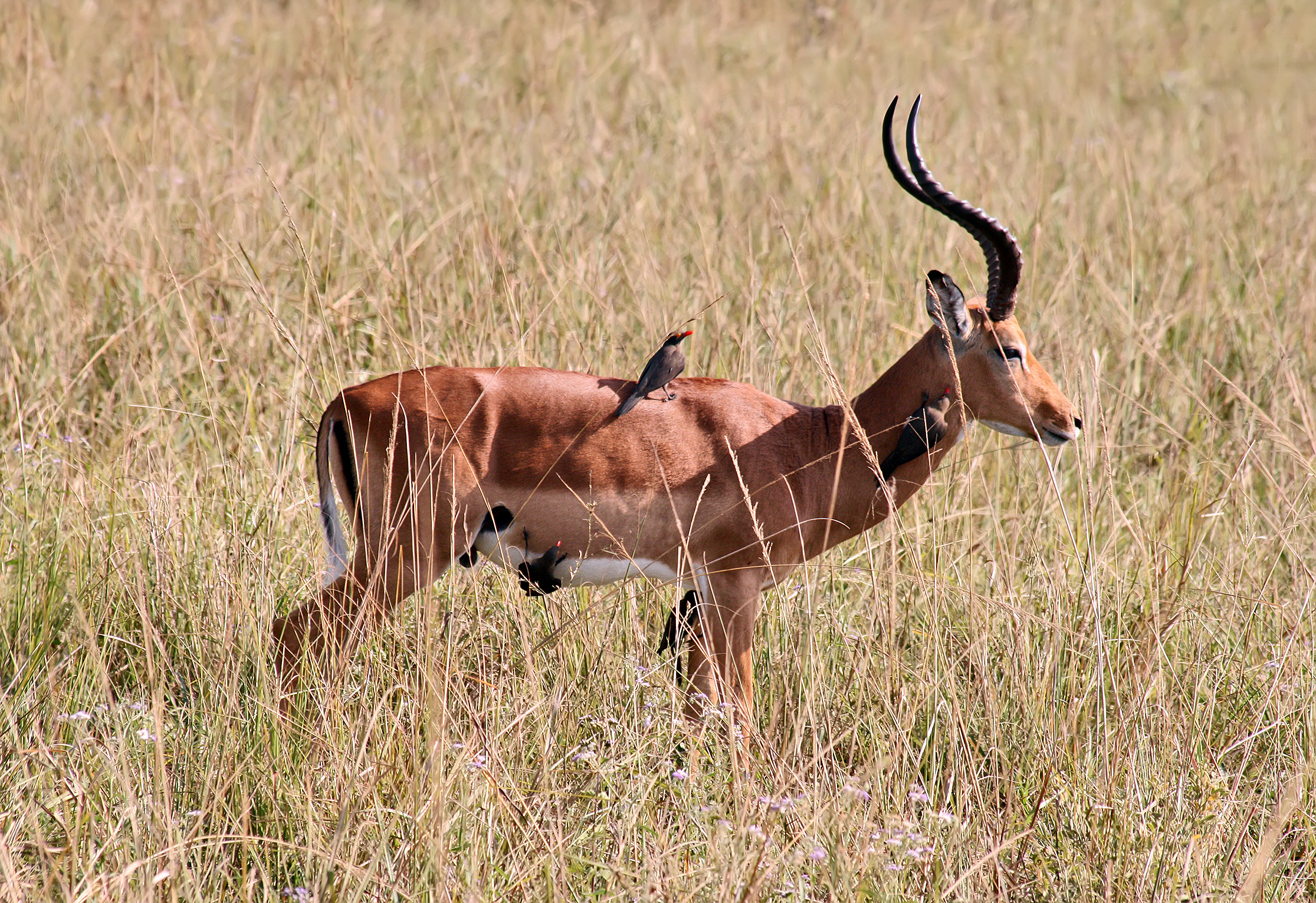
یک ایمپالای بالغ در پارک ملی میکومی، تانزانیا

اندازه قامت ایمپالا میان ۷۵ تا ۹۵ سانتی‌متر است. وزن میانگین برای نرها ۸۰–۴۰ کیلوگرم و برای ماده‌ها ۵۰–۳۰ است. رنگ بدن آن‌ها به صورت طبیعی قهوه‌ای متمایل به قرمز است و در زیر بدن سفید رنگ. در پشت بدن پیوستن دو بخش قهوه‌ای و سفید حالتی M شکل ایجاد می‌کند. ایمپالای سیاه‌رنگ که در مناطق معدودی در آفریقا یافت می‌شود، گونه‌ای بسیار کمیاب است که ژنی چیره در آن باعث به وجود آمدن رنگ سیاه در پوستشان می‌شود.
ایمپالاهای نر دارای شاخ‌هایی به شکل چنگ رومی هستند که می‌توانند تا ۹۰ سانتی‌متر رشد کنند. ماده‌ها شاخ ندارند.
ایمپالا گونه‌ای آنتیلوپ آفریقایی قهرمان پرش طول است. این علف‌خوار در هر جهش ۱۰ متر می‌پرد.
ایمپالا بدنی با سایز متوسط و قلمی دارد. پاهای باریک و گردن بلند ترکیبی را ایجاد کرده که در نهایت به جانور کمک می‌کند تا سرعت بالا و همچنین واکنش‌های سریع در هنگام احساس خطر، داشته باشد. نرها معمولاً حدود ۲۰ درصد سنگین تر بوده و شاخ‌هایی زیبا به شکل چنگ رومی دارند که از ۴۵ تا ۹۱ سانتیمتر یا حتی بلندتر از این مقدار رشد می‌کنند و با این ویژگی؛ عنوان شاخ بلندترین بزگوزن در شرق آفریقا را به خود اختصاص داده‌اند. بدن هر دو جنس ایمپالا پوششی به رنگ قهوه‌ای متمایل به قرمز دارد که البته این رنگ در دو طیف پررنگ و کم‌رنگ به ترتیب روی پشت و قسمت پایین‌تر آن دیده می‌شود. زیر بدن جانور نیز سفیدرنگ است. در انتهای بدن نیز دو خط تیره حالتی شبیه حرف M ایجاد کرده‌اند.
رنگ سفید در پوشش ایمپالا تنها محدود به زیر بدن جانور نمی‌شود و در پیرامون چشم، درون گوش، دم و پوزه هم دیده می‌شود. ایمپالای صورت مشکی (اپیسروس ملامپوس پیترسی) از جنوب غربی آفریقا یک زیرگونه نسبتاً نادر است که به شدت مورد توجه شکارچیان قرار دارد.

## مکان زندگی
ایمپالاها گونه بسیار جالبی هستند که ترجیح می‌دهند جایی میان جنگل و چمنزار زندگی کنند. از این رو در فصل بارندگی علف می‌خورند و در فصل خشک جنگل را به عنوان یک گزینه جذاب‌تر در برابر خود دارند.
با توجه به محدودیت زیستگاه، ایمپالاها به خوبی توانسته‌اند خود را با شرایط محیط هماهنگ سازند. آنها حتی می‌توانند در مناطقی که پوشش گیاهی آن مورد چرای شدید دام‌های اهلی قرار داشته و همچنین در فاصله ای دور از آب قرار دارد نیز خود را سیر کنند.

## تولید مثل
ایمپالا در فصل بارندگی جفتگیری می‌کنند و حدود ۷ ماه بعد زایمان انجام می‌شود یعنی تقریباً در انتهای فصل خشک سال. در فصل جفتگیری نرها با سر و صدای زیادی به قدرتنمایی برابر یکدیگر می‌پردازند تا بتوانند جفت مورد علاقه خود را انتخاب کنند.

## رویارویی با خطر (دفاع)
شکار ایمپالاها هیچ‌گاه کار آسانی برای شکارچیانی مانند شیرها نبوده است. آنها به هنگام خطر به سرعت با سر و صدا به گله هشدار می‌دهند و با جهش‌های بلند خود با ارتفاع ۳ متر و طول ۱۰ متر یک فرار ماهرانه را به نمایش می‌گذارند. با این ویژگی یک ایمپالا به راحتی از هر مانعی عبور خواهد کرد.

## نگارخانه

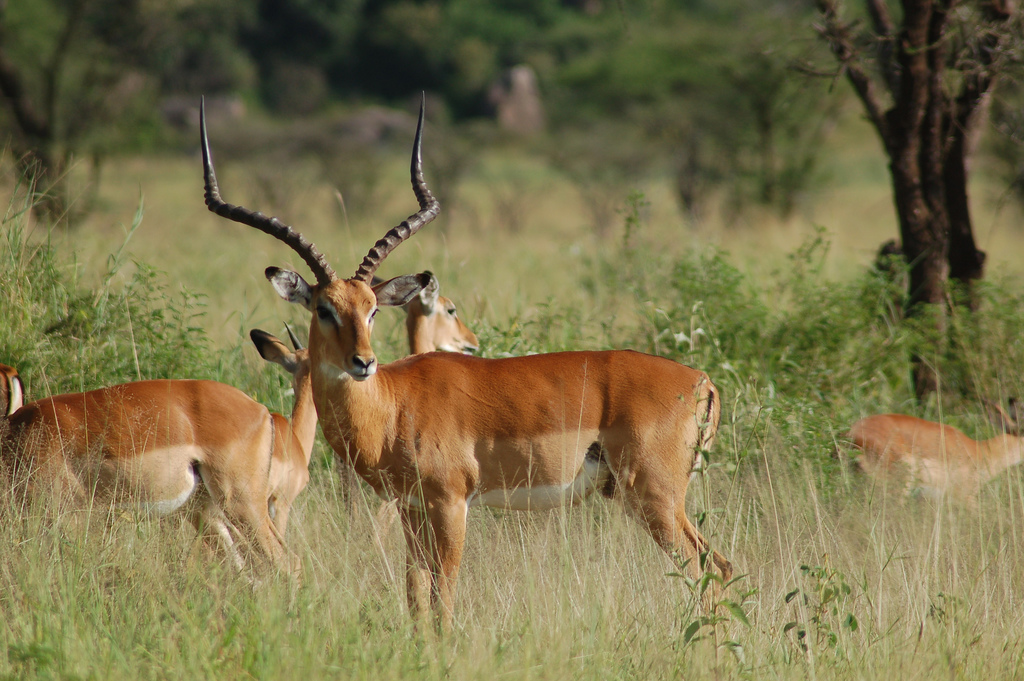
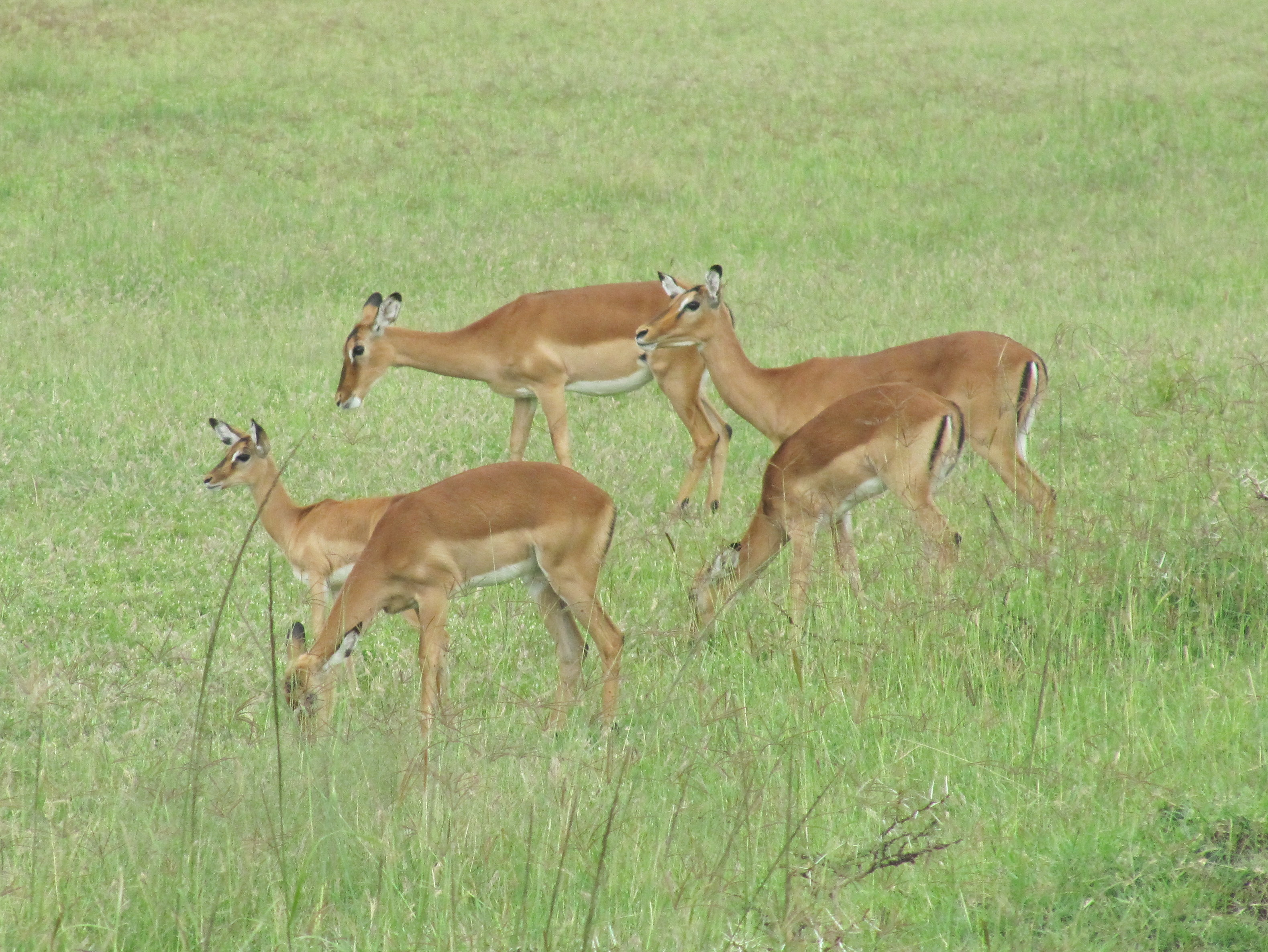
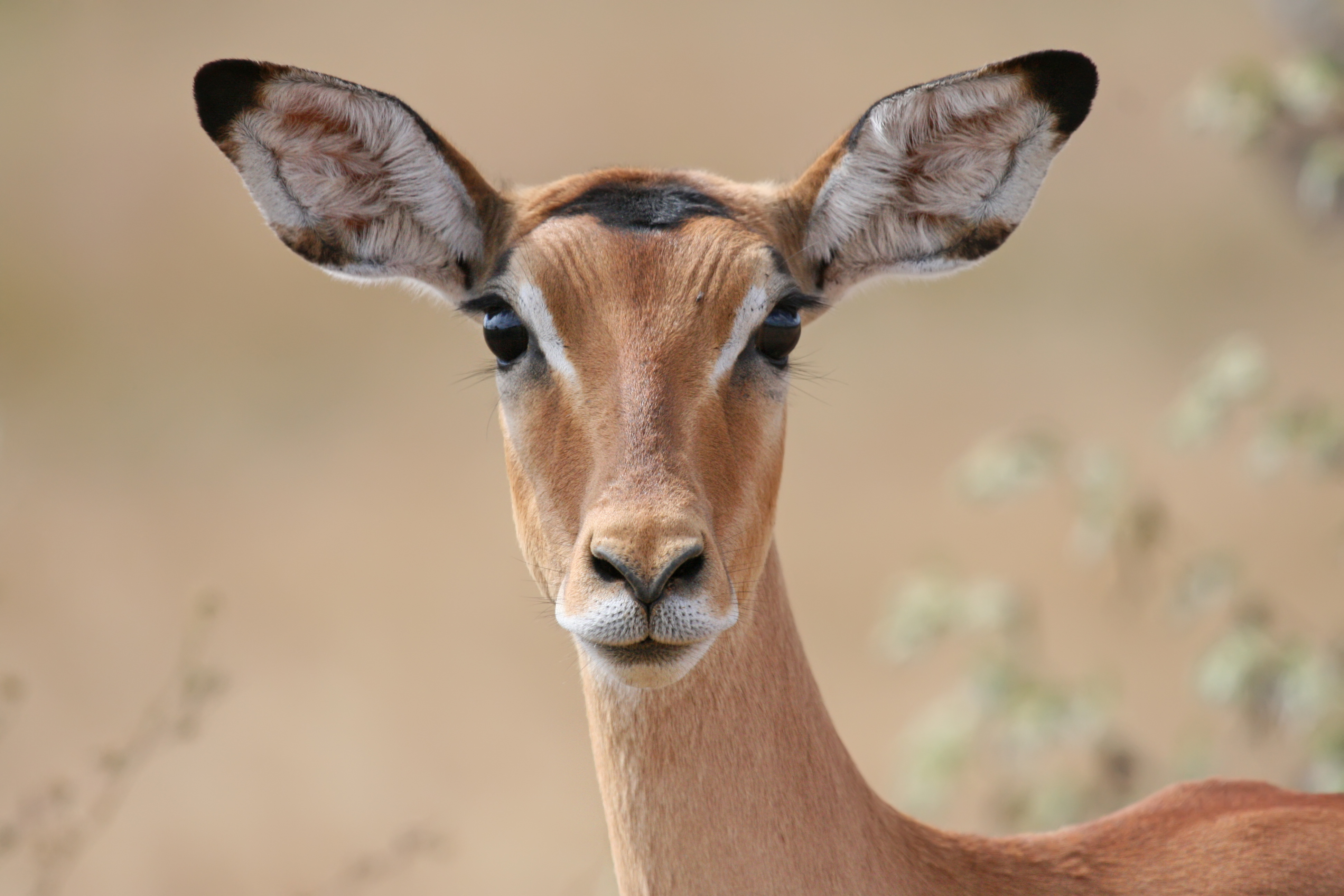
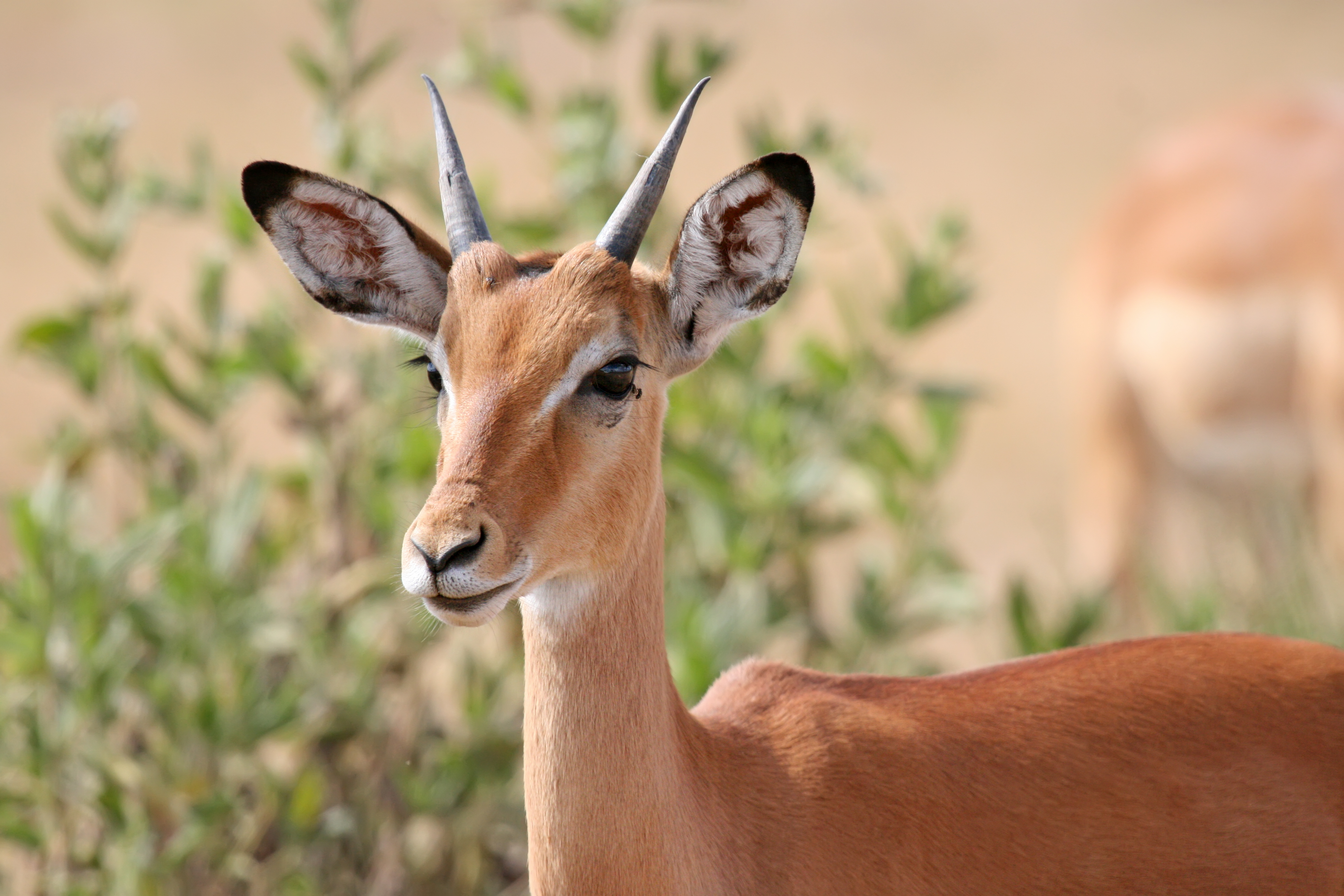
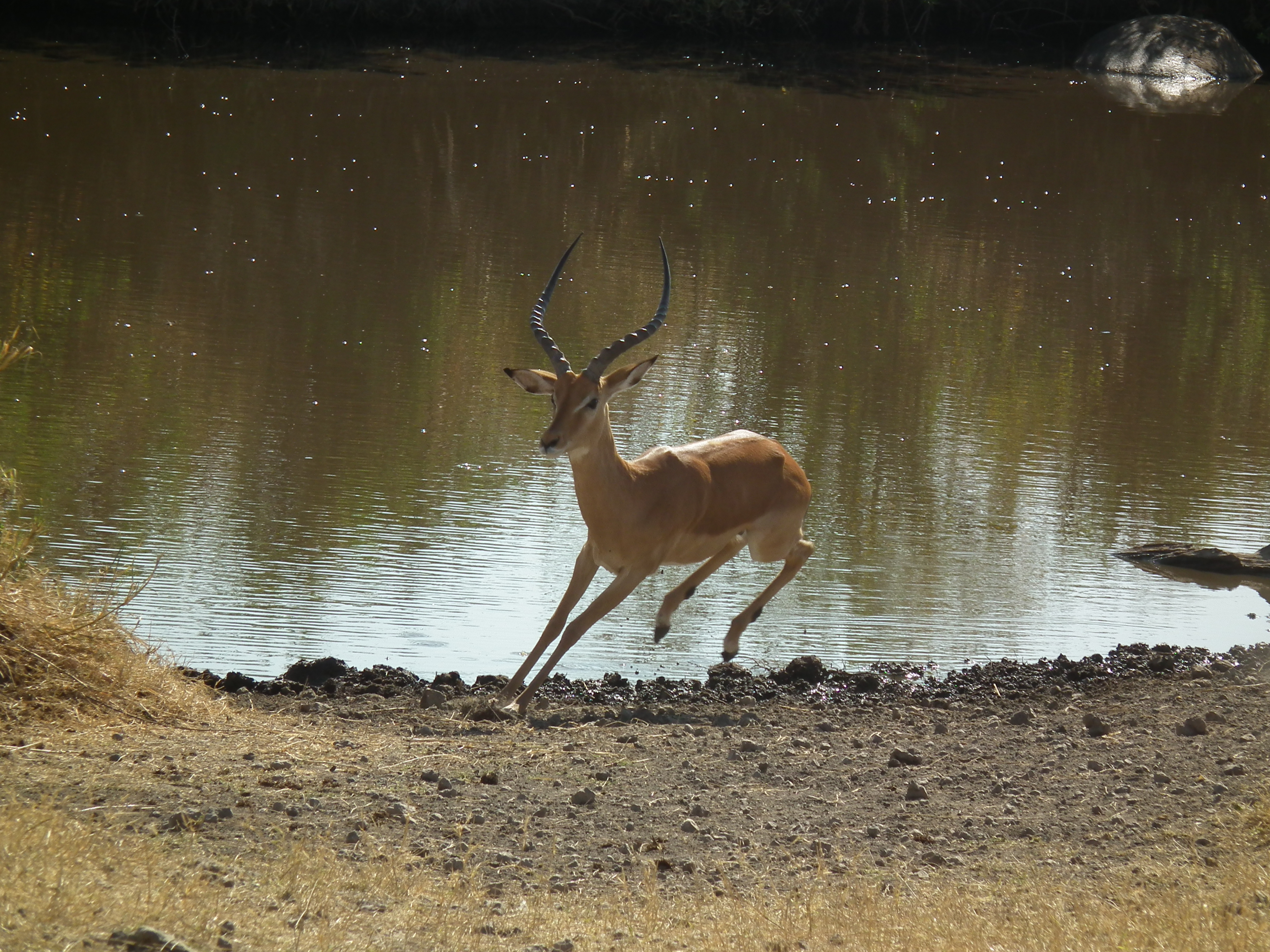
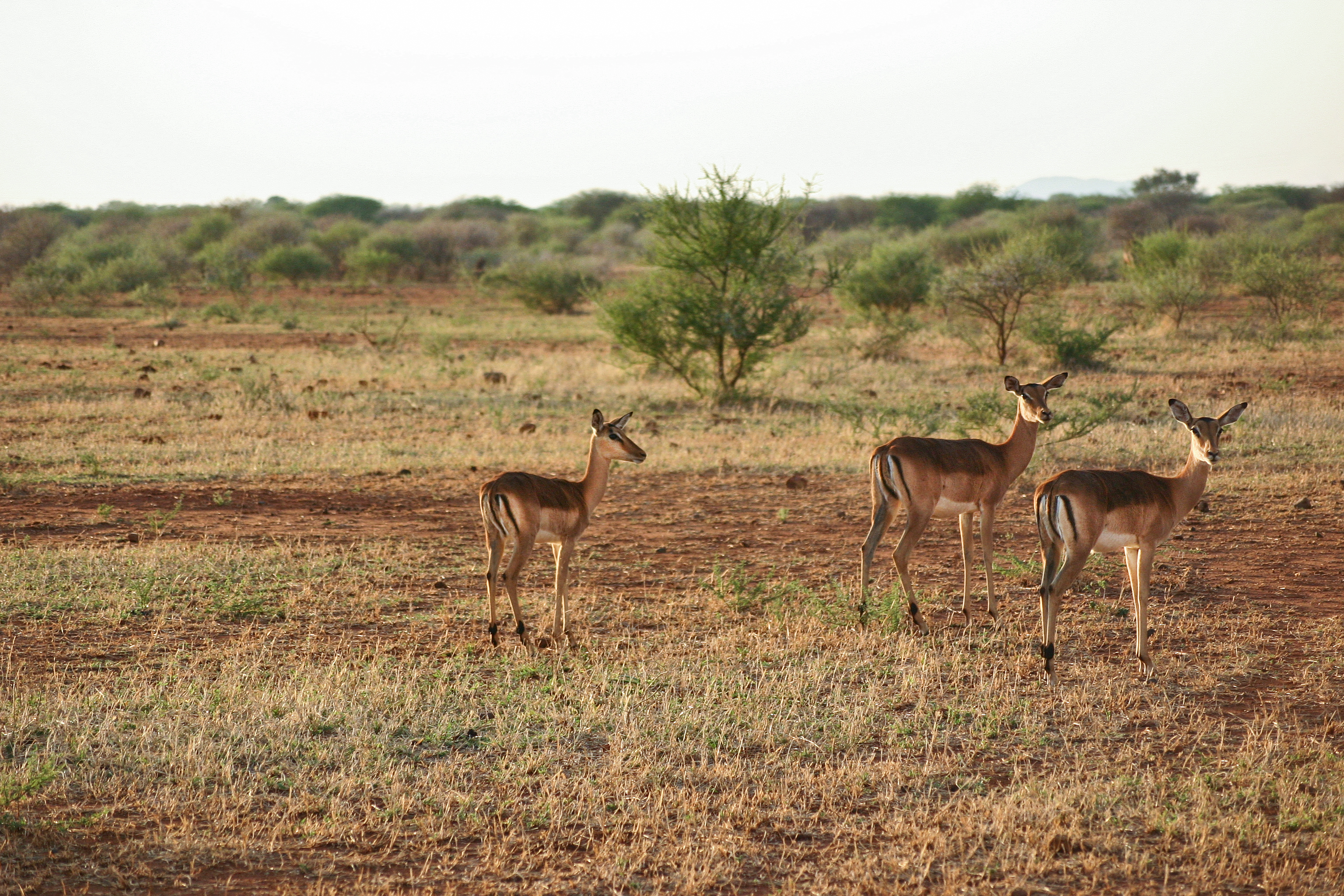
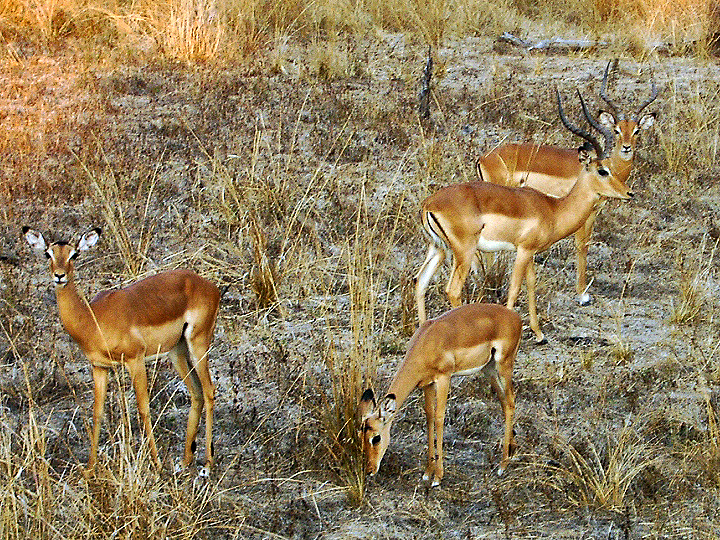
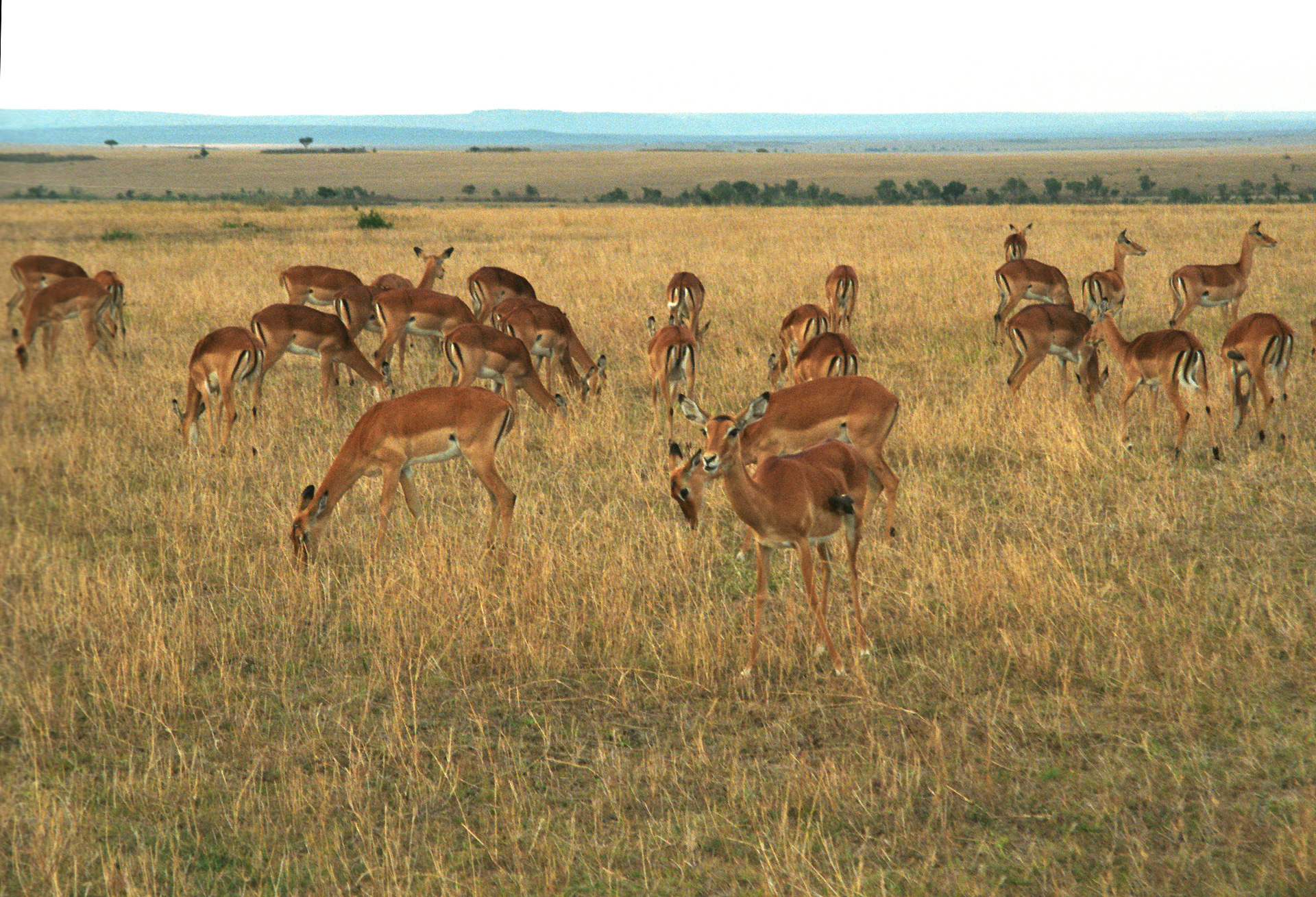
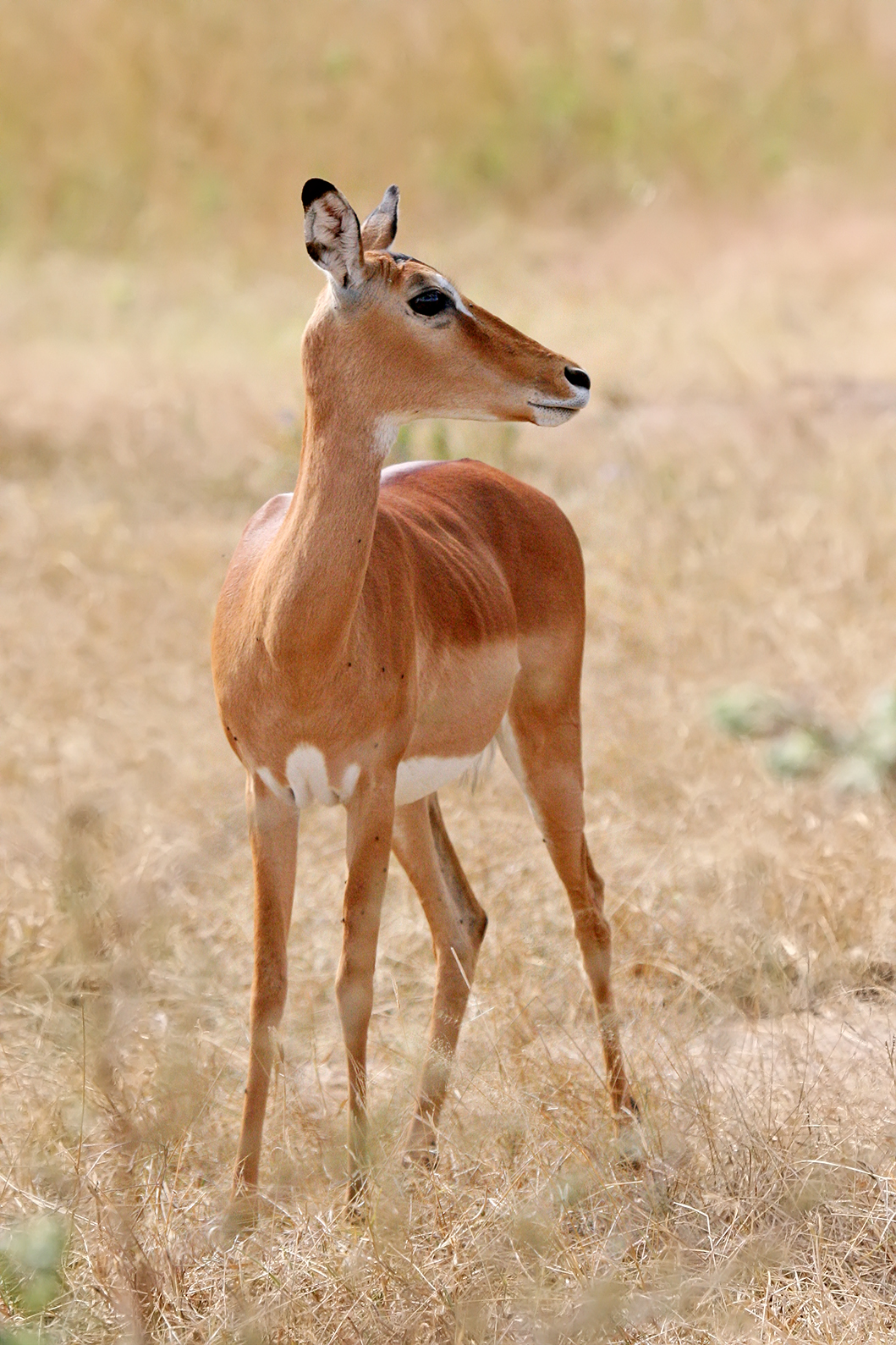
یک ایمپالا ماده
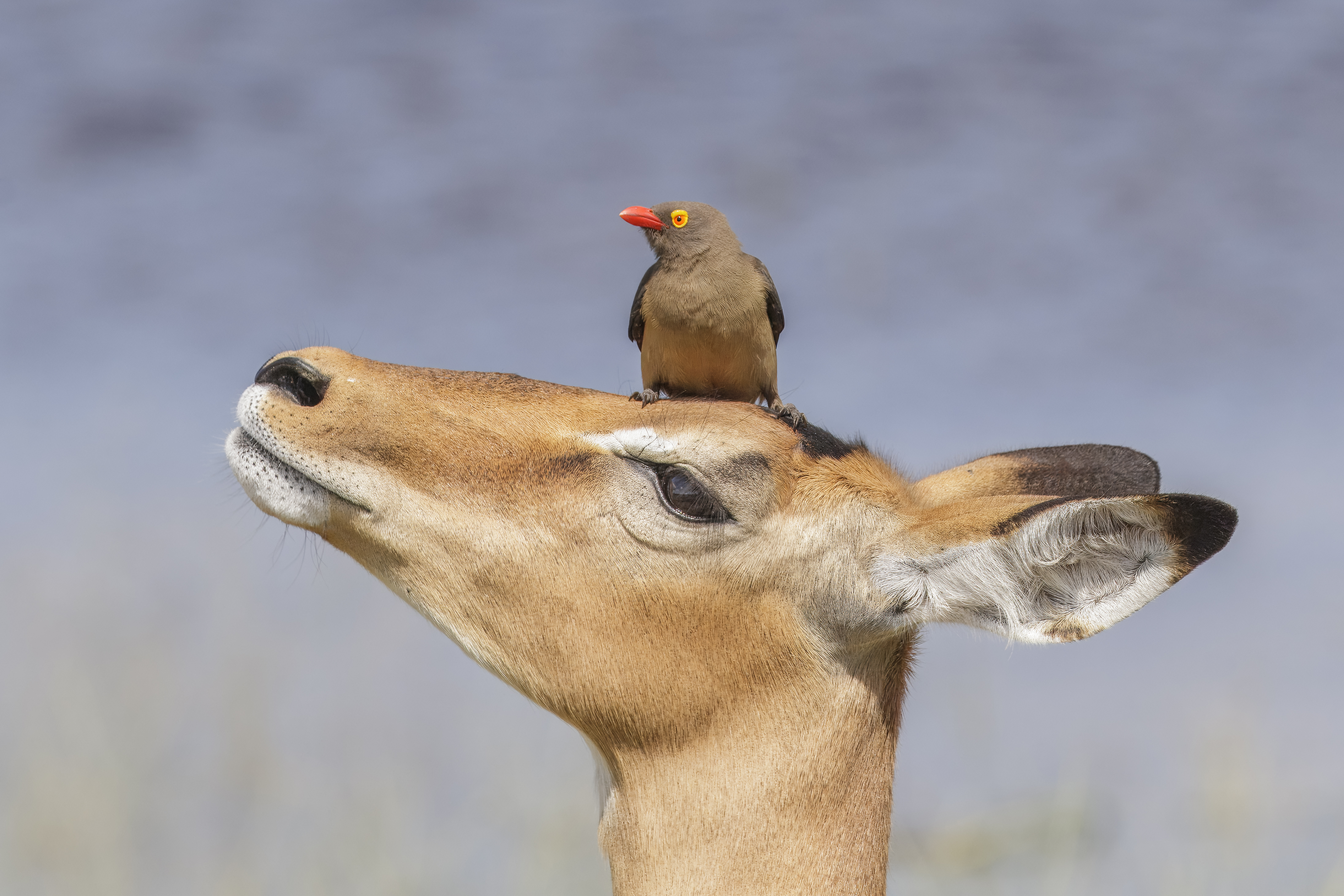
کنه‌خوار نوک‌قرمز، نشسته بر سر ایمپالای ماده